# El héroe
El héroe és un curtmetratge d'animació mexicà del 1994 escrit i dirigit per Carlos Carrera. Va guanyar la Palma d'Or al millor curtmetratge al 47è Festival Internacional de Cinema de Canes. Va ser la primera pel·lícula mexicana a guanyar la Palma d'Or al curtmetratge i es considera una fita en el cinema d'animació mexicà.

## Sinopsi
En una estació de metro concorreguda a la Ciutat de Mèxic, un home observa una noia actuant estrany. S'adona que podria intentar suïcidar-se saltant a la via. L’home intenta aturar-la, però ella l’acusa de molestar i l’insulta. Després que un agent de la policia se l'emporti, ella salta davant del tren que s'acosta.

## Producció
El héroe va ser el tercer projecte professional de Carlos Carrera després del seu debut com a director a La mujer de Benjamín i La vida conyugal. La pel·lícula va ser produïda per la Direcció de Producció de Curtmetratges de l'Instituto Mexicano de Cinematografía.
La pel·lícula consta de 2.800 imatges dibuixades a mà, les imatges es van dibuixar en cel amb pastells. La major part de l'animació la va fer el mateix Carrera.

## Recepció
La pel·lícula va rebre al Palma d'Or al millor curtmetratge al 47è Festival Internacional de Cinema de Canes. També va guanyar diversos premis, incloent el premi Ariel al millor curtmetratge de ficció, el Coral d'or d’animació al Festival Internacional del Nou Cinema Llatinoamericà de l'Havana de 1994 i reconeixements especials al Festival de Cinema de Sundance de 1995 i al Festival Mundial de Cinema d'Animació de Zagreb de 1996.

## Premis i nominacions
| Any  | Premi                          | Categoria                                       | Receptor/nominat | Resultat  | Ref(s) |
| ---- | ------------------------------ | ----------------------------------------------- | ---------------- | --------- | ------ |
| 1994 | Premis Ariel                   | Millor curtmetratge d'animació                  | Carlos Carrera   | Guanyador | [ 7 ]  |
| 1994 | Festival de Cinema de Canes    | Palma d'Or al millor curtmetratge               | Carlos Carrera   | Guanyador | [ 8 ]  |
| 1994 | Festival de Cinema de l'Havana | Gran Coral – Animació                           | Carlos Carrera   | Guanyador | [ 9 ]  |
| 1994 | San Juan Cinemafest            | Premi Pitirre – Millor animació                 | Carlos Carrera   | Guanyador | [ 10 ] |
| 1995 | Festival de Cinema de Sundance | Especial reconeixement del Jurat – Curtmetratge | Carlos Carrera   | Guanyador | [ 11 ] |
| 1996 | Animafest Zagreb               | Menció especial                                 | Carlos Carrera   | Guanyador | [ 12 ] |

## Llegat
El héroe va ser el primer curtmetratge mexicà que va guanyar la Palma d'Or al millor curtmetratge i va ser la segona vegada que un director mexicà va rebre la Palma d'Or des de 1946 quan Emilio Fernández va guanyar el Gran Premi amb María Candelaria.
Tot i que no va ser la primera pel·lícula d'animació mexicana, el curtmetratge de Carrera i el seu premi a Canes estan acreditats per haver atret l'atenció sobre les pel·lícules d'animació a la indústria cinematogràfica mexicana i a una nova generació de cineastes mexicans.
Després d' El héroe, Carrera ha realitzat alguns curtmetratges d'animació. El 2017 va estrenar Ana y Bruno, un llargmetratge d'animació amb un pressupost estimat de 5,35 milions de dòlars estatunidencs, cosa que la converteix en la pel·lícula d'animació mexicana més cara.